# Erismena
L'Erismena (título original en italiano; en español, Erismena) es un dramma per musica en tres actos y un prólogo, con música de Francesco Cavalli y un libreto en italiano de Aurelio Aureli, la única obra de este escritor para Cavalli. Se estrenó el 30 de diciembre de 1655 en el Teatro San Apollinare de Venecia.
Siguió interpretándose desde su estreno hasta el 28 de febrero de 1656. Cavalli revisó la obra en 1670. Ambas versiones han sobrevivido así como la traducción al inglés. Erismena es la primera ópera larga que se conoce traducida al inglés y puede que haya sido la primera en representarse en Inglaterra, en el año 1674. Actualmente, se representa muy poco; en las estadísticas de Operabase aparece con sólo una representación en el período 2005-2010.

## Grabaciones
Hay una grabación de Erismena, cantada en inglés por la Orquesta Sinfónica de Oakland y dirección de Alan Curtis. Roles: Walt McKibben (Alcesta), Carole Bogard (Aldimira), Edward Jameson (Argippo), Leslie Retallick (Clerio), Edgar Jones (Diark), Walter Matthes (Erimante), Delreen Hafenrichter (Erismena), Holly Alonso (Flerida), Melvin Brown (Idraspe), Paul Esswood (Orimeno). Sello discográfico: Vox - SVBX 5213 (elepé), 1968.
Existe una versión completa de esta ópera disponible en vídeo en la Red. La grabación se realizó en el Festival D'Aix-en-Provence en 2017, bajo la dirección de Leonardo García Alarcón al frente de la Cappella Mediterranea y protagonizada por las sopranos Francesca Aspromonte y Susanna Hurrell, los contratenores Carlo Vistoli y Jakub Jósef Orlinski y el barítono Alexander Miminoshvili.